# Джурджа Адлешич
Джу́рджа А́длешич (хорв. Đurđa Adlešič, нар. 18 квітня 1960, Беловар, СР Хорватія, СФРЮ) — хорватська політична діячка, колишня керівниця правоцентристської Хорватської соціал-ліберальної партії, заступниця Голови уряду Хорватії в 2008—2010 роках.

## Життєпис
Після закінчення школи вивчала літературу та філософію в університеті Загреба та хорватську мову в Педагогічному університеті Баня-Луки. Працювала вчителькою хорватської мови в початковій школі в рідному населеному пункті. Також була журналісткою, брала участь у заснуванні першого в регіоні незалежного періодичного видання під назвою Naše vrijeme.
У 1990 році долучилася до політичної діяльності, організовуючи первинні осередки Хорватської соціально-ліберальної партії. У 1995 і 2000 роках обиралася в нижню палату тогочасного двопалатного хорватського парламенту. У 2001 році була мером Беловара. У 2003 і 2007 роках повторно здобувала мандат депутата парламенту. У 2006 році змінила Івана Чехока на посаді голови соціал-лібералів..
У 2005 році її було висунуто кандидаткою від ХСЛП на посаду Президента під час президентських виборів. У першому турі дістала підтримку 2,68 % голосів, зайнявши четверте місце серед 13 кандидатів.
У січні 2008 року призначається віце-прем'єром в другому уряді Іво Санадера. У липні 2009 року залишилася на цій самій посаді в щойно призначеному кабінеті на чолі з Ядранкою Косор. У листопаді 2009 року керівником ХСЛП замість неї стає Дарінко Косор. У жовтні 2009 року Адлешич вийшла зі складу уряду після того, як соціал-ліберали залишили коаліцію. Повернулася до виконання обов'язків депутата парламенту шостого скликання. Незабаром вийшла з ХСЛП і стала незалежною депутаткою. У 2011 році на переобрання не висувалася.